# Храм Святого Николая Чудотворца (Слепцовка)
Церковь Николая Чудотворца — приходской православный храм в селе Слепцовка Татищевского района Саратовской области. Относится к Саратовской епархии Русской православной церкви. Подворье Свято-Никольского мужского монастыря.

## История
Деревня Слепцовка была русской владельческой и основана между 1725 и 1745 годами. Первыми проживающими здесь являлись крестьяне, переселённые из Архангельского (Чирчима), Пензенского уезда и деревни Митрофановой Владимирского уезда. Помещики Слепцовы были самыми зажиточными, имели в этом селе двухэтажный дом с погребами, конюшнями и псарней. Именно по наименованию их фамилии село приобрело своё современное название.
В 1835 году, тщанием помещика Карпова и многих местных прихожан, в Слепцовке был возведён каменный храм с каменной колокольней. Престол в этом храме был освящен в честь Преображения Господня. В штат причты входили священник и псаломщик, дома для них были построены церковные. В 1914 году была образована и открыта двухклассная земская школа.
В годы советской власти храм был закрыт, частично подвергся разрушению. Колокол и ограду вывезли в Саратов. Из икон выплавили сейф для Слепцовского сельсовета. В 1944 году колокольня была демонтирована. Строение было переоборудовано под зернохранилище и склад. К 1990-м годам здание пришло в полное запустение.

## Современное состояние
В 1991 году в селе Слепцовка начала возрождаться православная община. Историческое здание храма было передано приходу.

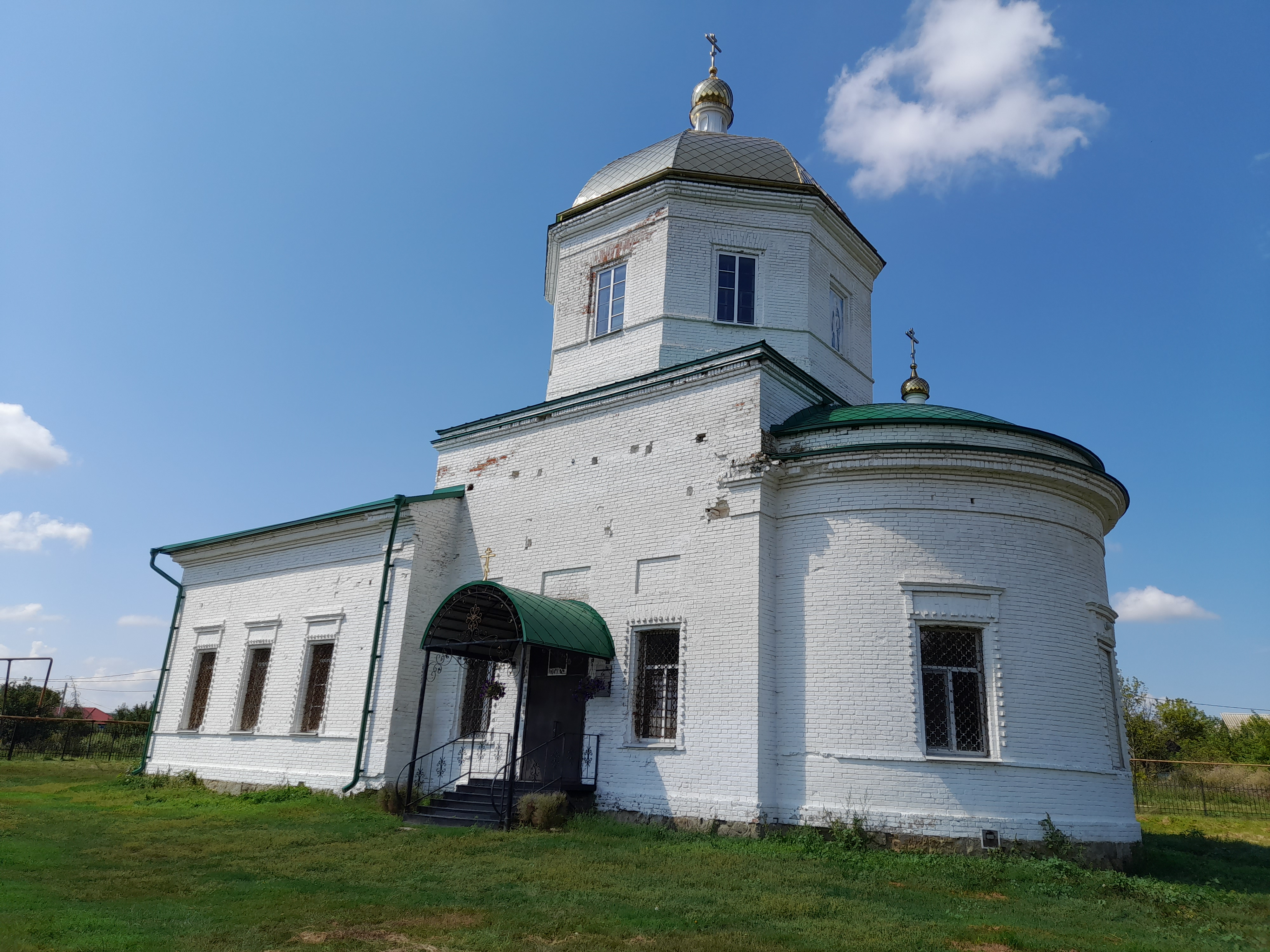
Храм

Силами прихожан были проведены восстановительные работы. Усилена кладка стен, восстановлены окна и двери. По благословению Архиепископа Саратовского и Вольского Пимена в тёплое время года в церкви начали совершаться богослужения.
9 октября 2013 года по благословению митрополита Саратовского и Вольского Лонгина, православный приход Храма святителя и чудотворца Николая в селе Слепцовка Татищевского района преобразован в Подворье Свято-Никольского мужского монастыря.
Здание храма является выявленным объектом культурного наследия.